# Fenêtre de Bedretto
La fenêtre de Bedretto est un tunnel utilisé lors de la construction du tunnel de base de la Furka. Il commence au milieu du tunnel de base et il débouche à Ronco Bedretto. Lorsqu'il était opérationnel, il était traversé par une ligne ferroviaire avec un écartement des rails de 600 mm. 

## Histoire
En 1955, le comité d'initiative "für eine Tunnelbahn Oberhasli-Goms-Bedrettotal" (pour un tunnel ferroviaire entre Oberhasli - Vallée de Conches - Val Bedretto) annonce son intention de demander une concession pour relier les cantons de Berne, du Valais et du Tessin. Une galerie devait aller d'Oberwald (Valais) à Ronco Bedretto (Tessin). En 1960, le Syndicat d'initiative pour le tunnel Oberwald-Realp présente son projet de tunnel de base de la Furka. 
En 1965, une étude de la société Motor-Columbus affirme que la construction d'un accès supplémentaire à la moitié du tunnel de base n'entraîne aucune économie. En 1968, une nouvelle étude examine la possibilité de construire un tunnel allant d'Ulrichen au Val Bedretto. C'est dans cette étude que le percement d'une galerie en forme de Y sera mentionnée pour la première fois. 
En mai 1970, le Département militaire fédéral déclare que la fenêtre de Bedretto était militairement indésirable, bien qu'il s'abstienne de la combattre activement. En juin 1970, le Conseil fédéral approuve le projet final comprenant également la fenêtre de Bedretto, qui permettrait d'économiser deux millions de francs. 
La fenêtre de Bedretto étant définitivement approuvée en juin 1971, sa construction débute en 1973. Mais lorsque le tunnel de base de la Furka est ouvert, la fenêtre Bedretto est fermée. 

## Motifs de la construction
La fenêtre de Bedretto a été construite pour plusieurs raisons : avantages techniques lors de la construction, réduction des risques géologiques, doublement de la vitesse du percement du tunnel de base de la Furka, possibilité de construire une future nouvelle ligne.
Mais dans les faits, les travaux de construction du tunnel de base ont progressé lentement à cause de la mauvaise qualité de la ventilation. Bien que le Département militaire fédéral ait publiquement critiqué la fenêtre de Bedretto, l’idée qu'elle a été construite pour des raisons militaires est encore largement répandue dans l’opinion publique. 

## État actuel
Aucun projet de conversion de la fenêtre de Bedretto en véritable tunnel ferroviaire (via Airolo) n’a jamais abouti, et même ceux prévus dès avant la réalisation du tunnel. 
Plusieurs études ont été menées sur sa possible utilisation, par exemple en 2005 pour relier le canton des Grisons, ou le district de Léventine en 2006. L’utilisation de la fenêtre de Bedretto a également été évoquée à l’occasion de la candidature de Sion aux Jeux olympiques d’hiver de 2006. En 2013, le Conseil d'État du canton du Tessin a rejeté une demande de réactivation de la fenêtre de Bedretto pour des raisons économiques,. 
En 2019, l’École polytechnique fédérale de Zurich a inauguré un laboratoire dans le tunnel pour étudier l’énergie géothermique profonde et notamment ses effets sur la sismicité. 

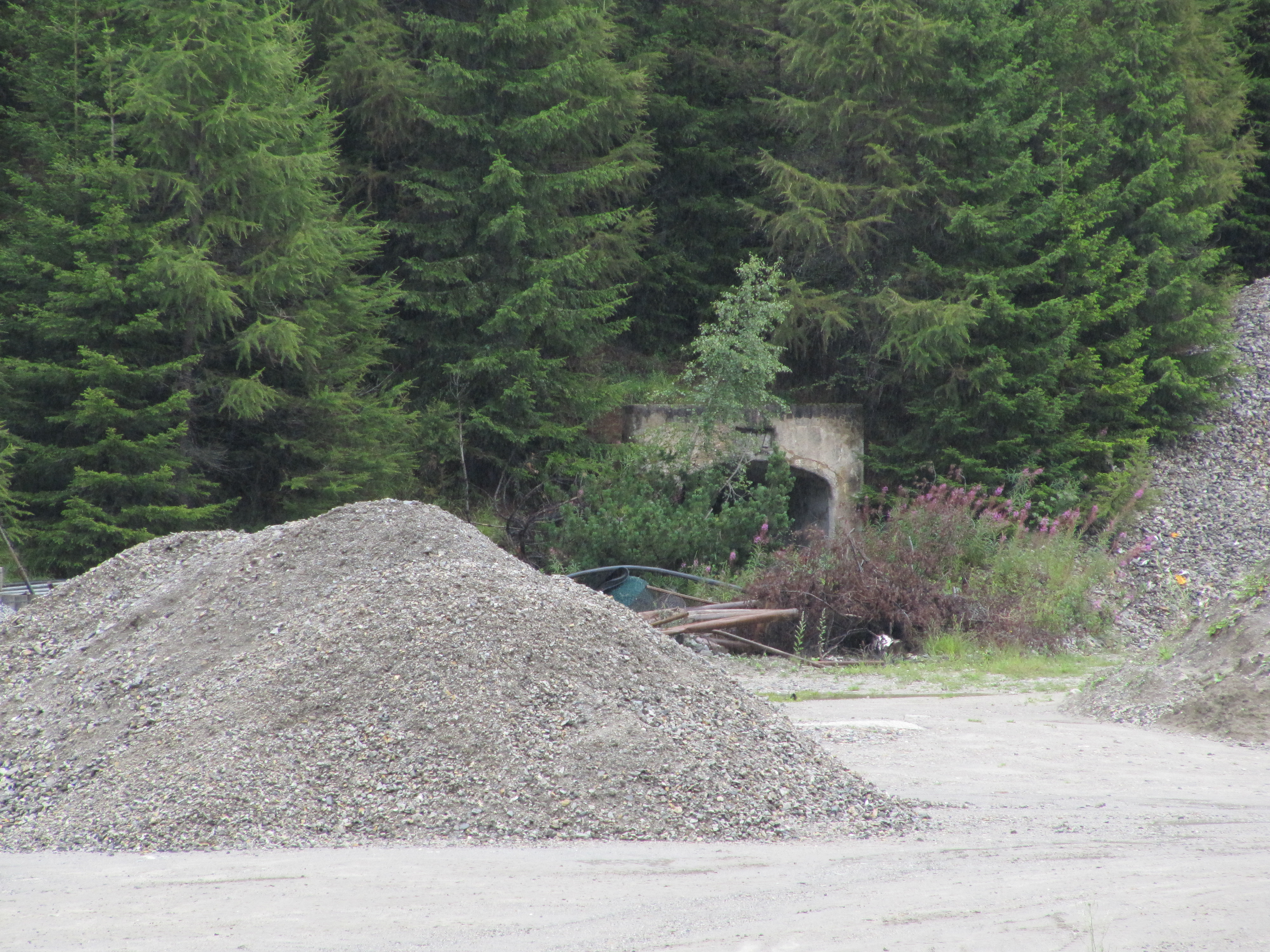
Entrée sud du tunnel de Bedretto.
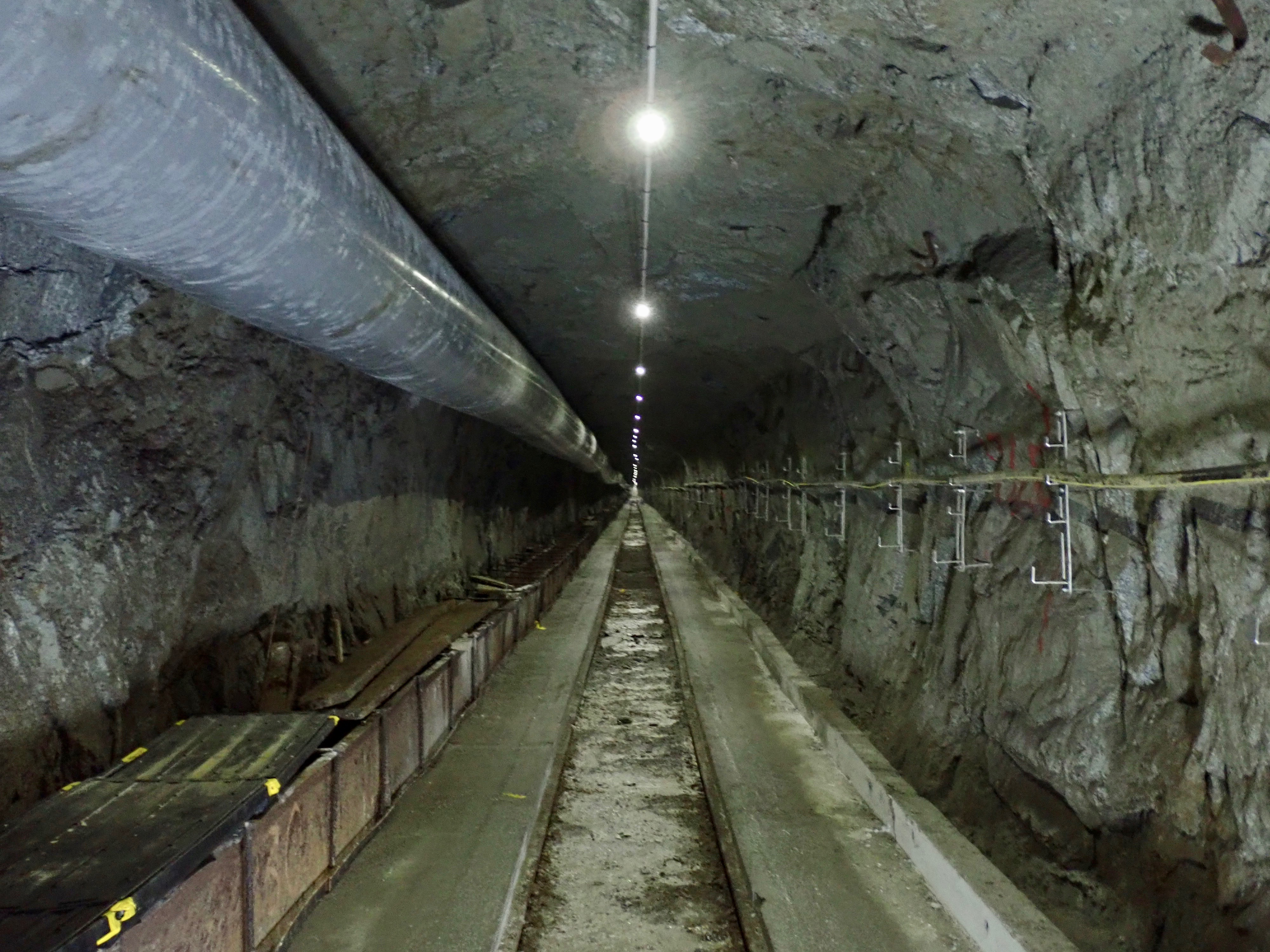
Tunnel de Bedretto (ici dans le Granite du Rotondo) après aménagements pour le laboratoire (ventilation, câbles, éclairage). À noter que le tunnel est sans revêtement sur la majeure partie.